# Scheldegotiek

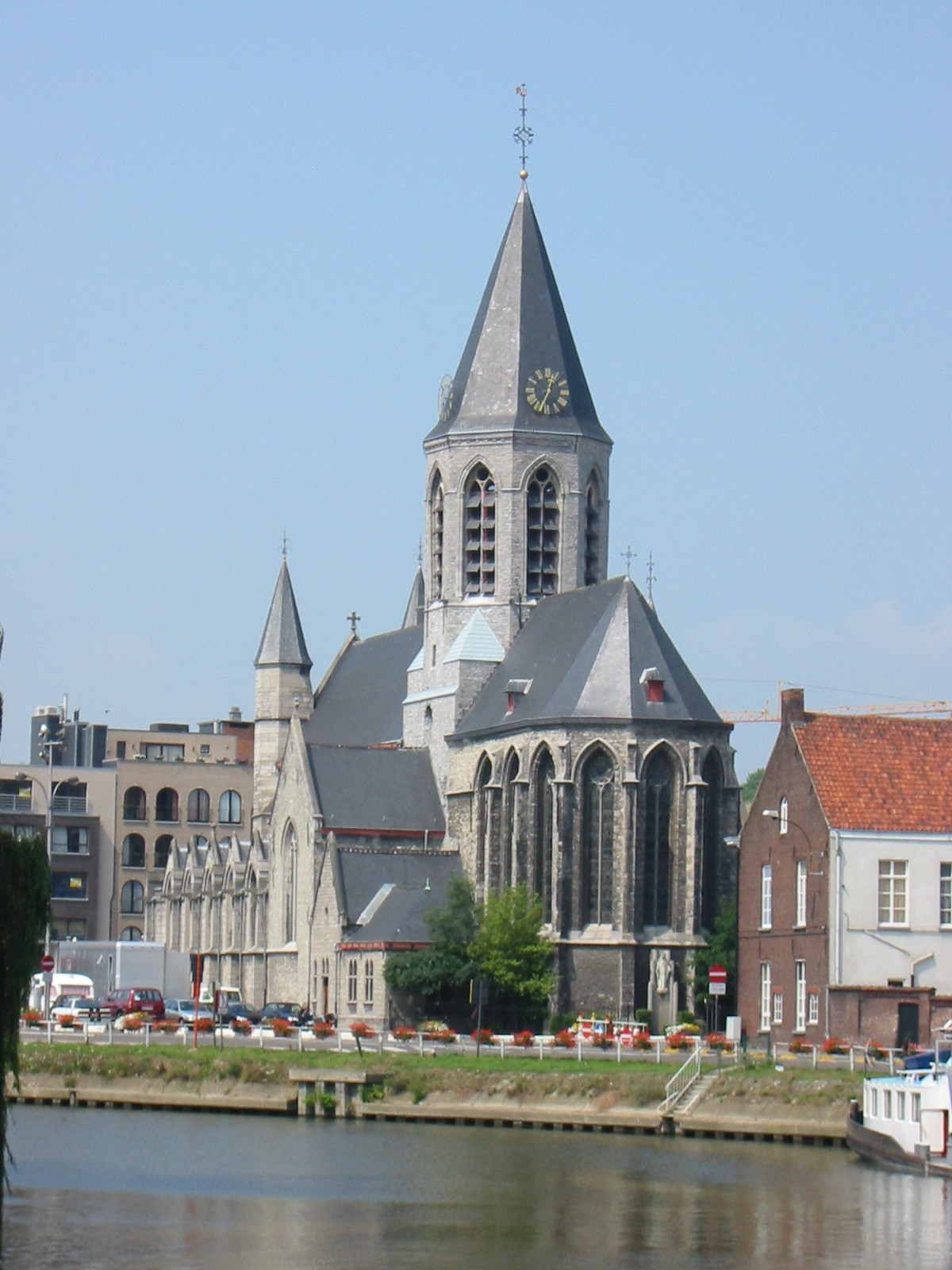
Onze-Lieve-Vrouwekerk in Deinze

Scheldegotiek is de benaming voor een regionale vroeggotische of romaans-gotische overgangsstijl in de bouwkunst in Vlaanderen.
De Franse benaming voor deze stijl is "gothique tournaisien" ('Doornikse gotiek'), wat beter weergeeft dat de stijl ontstaan is in Doornik. Vanuit Doornik heeft deze stijl zich in heel het toenmalige bisdom Doornik verspreid, waartoe ook het graafschap Vlaanderen behoorde. De meeste voorbeelden bevinden zich in het Scheldebekken.
De Scheldegotische gebouwen zijn opgetrokken in blauwe Doornikse steen (een gelaagde kalksteen), die in de streek rond Doornik gewonnen werd en die vrij moeilijk te bewerken is. De steen werd vermoedelijk al in Doornik bewerkt en daarna getransporteerd, wat de verspreiding van de stijl in de hand gewerkt heeft, naast de uitstraling van de bisschopsstad.
De stijl combineert romaanse kenmerken met gotische. Romaanse kenmerken zijn het gebruik van flankeertorentjes met spitse ronde daakjes en de toren op de kruising van schip met dwarsbeuk (een zogenaamde vieringtoren). Gotisch is het gebruik van spitsbogen en de omgang langs de ramen aan de buitenkant. Veelal bestaan de vensters uit drie smalle vensters onder één boog (drielichten). Opvallend is dat het resultaat een sterke hoogtestreving heeft vergeleken bij de oudere of contemporaine romaanse kerken. De stijl heeft echter niet de rankheid en gewaagde openwerking van de muurvlakken die de Franse hooggotiek kenmerkt.

## Voorbeelden

### Nederland
- Sint-Baafskerk in Aardenburg
- Mariakerk in Cadzand
- Abdijkerk in Loosduinen (Den Haag)
- Binnenhof in Den Haag[1]

### België
- Sint-Nicolaaskerk in Doornik (église Saint-Nicolas)
- Sint-Kwintenskerk in Doornik (église Saint-Quentin)
- Onze-Lieve-Vrouwekerk van Pamele in Oudenaarde
- Onze-Lieve-Vrouwekerk in Dendermonde
- Sint-Niklaaskerk in Gent
- Onze-Lieve-Vrouwekerk in Brugge
- Onze-Lieve-Vrouwekerk in Deinze
- Onze-Lieve-Vrouw van de Carmelbergkerk in Berchem (Kluisbergen)
- Onze-Lieve-Vrouw Geboortekerk in Mariakerke (Gent)
- Sint-Petrus-en-Pauluskerk in Herne
- Sint-Jan-de-Doperkerk (Kortrijk) (neoscheldegotiek)
- Sint-Martinuskerk (Beveren-Waas)
- Sint-Remigiuskerk (Sint-Jans-Molenbeek) (neoscheldegotiek)

Byzantijnse kunst · Merovingische kunst · Insulaire kunst · Karolingische kunst · Ottoonse renaissance · Franco-Insulaire stijl · Preromaanse kunst · Romaanse kunst · Kanaalstijl · Scheldegotiek · Gotische kunst · Internationale gotiek · Pre-Eyckiaanse kunst · Vlaamse Primitieven